# Emilia Bicchieri
Emilia Bicchieri, Ordensname (* 1238 in Vercelli, Piemont; † 3. Mai 1314 ebenda) war eine italienische Dominikanerin, Priorin, Selige und Mystikerin. 

## Leben

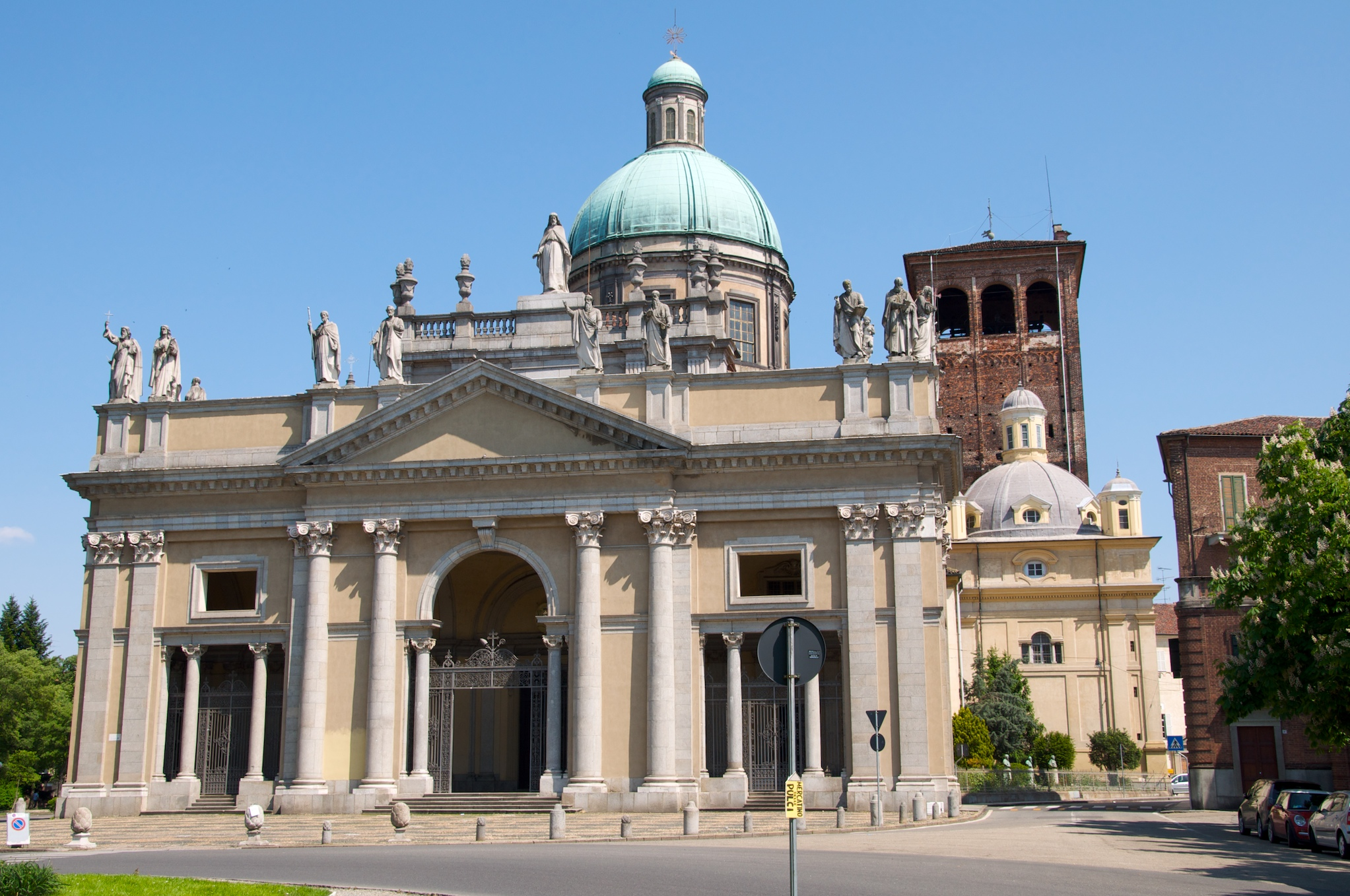
Dom Sant’Eusebio in Vercelli

Emilia Bicchieri, Tochter adeliger Eltern, entschloss sich mit 16 Jahren Ordensfrau im II. Orden der Dominikanerinnen zu werden. Ihr Vater unterstützte ihre Berufung und kaufte dafür ein leerstehendes Kloster außerhalb Vercellis. Mit 19 Jahren legte sie ihre Profess ab und mit 20 wurde sie Priorin. Bekanntheit erlangte sie insbesondere durch ihre mystischen Visionen, die häufig die Eucharistie zum Gegenstand hatten. Die Volksverehrung von Emilia Bicchieri als Selige wurde am 19. Juli 1769 durch Papst Clemens XIV. bestätigt. Ein Jahr später erschien eine Biografie über diese Nonne. Ihre Reliquien wurden im Jahr 1811 zum Dom Sant’Eusebio in Vercelli überbracht. Ihr Fest in der Liturgie ist der 3. Mai, im Dominikanerorden der 4. Mai.